# XXXXI. Armeekorps (Wehrmacht)
Das Generalkommando XXXXI. (41.) war ein Großverband der deutschen Wehrmacht und wurde am 24. Februar 1940 im Wehrkreis VIII (Breslau) als XXXXI. Armeekorps (mot.) aufgestellt. Es wurde nach Teilnahme am West- und Balkanfeldzug im Zuge der Operation Barbarossa an die Ostfront verlegt und am 10. Juli 1942 in XXXXI. Panzerkorps umbenannt. Im September 1943 wurde das Korps auch als Gruppe Harpe bezeichnet. Im Juni 1944 wurde das Generalkommando bei der Heeresgruppe Mitte zerschlagen und im August 1944 neu aufgestellt.

## Geschichte

### 1940
Nach der Aufstellung wurde im Februar 1940 Generalleutnant Reinhardt zum ersten Kommandierender General des XXXXI. Armeekorps (mot.) ernannt. Im Mai 1940 während des Westfeldzuges, war das XXXXI. Armeekorps (mot.) eines der zwei mobilen Korps der Panzergruppe Kleist, die während der Schlacht bei Sedan den Durchbruch in den Ardennen führten und dann nach Westen über Abbeville zum Kanal vordrangen. Das  XXXXI. A.K. ging ab 12. Mai rechts vom XIX. A.K. in Richtung auf Charleville-Mézières vor und erzwang am 13. Mai den Maas-Übergang bei Monthermé. Während der Schlacht um Arras (21. Mai) unterstützte die unterstellte 6. Panzer- (Kempf) und 8. Panzer-Division (Brandenberger) den Kampf der von den Briten schwer bedrängten 7. Panzer-Division (Rommel) des XV.  Armeekorps (mot.).
Das Korps wurde für die zweite Phase Fall Rot der Panzergruppe Guderian (Generalkommando XIX. AK) unterstellt und aus der Reserve mit der motorisierten 20. Infanterie-Division verstärkt. Zusammen mit dem motorisierten XXXIX. Korps wurde das Korps im Verband der 12. Armee im Raum Rethel konzentriert und nach dem Durchbruch des XXIII. Armeekorps an der Weygand-Linie an die Spitze vorgeführt. Der Vorstoß über die Marne zur Schweizer Grenze wurde im Rücken der französischen Armeen an der Maginotlinie geführt. Am 17. Juni stand man im Raum Besançon, bis zum Waffenstillstand  war Pontarlier erreicht. Im September 1940 wurde Reinhardts Korps als Teil der ersten Landungswelle der 16. Armee für die Operation Seelöwe bestimmt, doch die Operation kam wegen der hohen Verluste in der Luftschlacht um England nicht zur Ausführung. Nach Beendigung des Feldzuges stand das Generalkommando als Besatzungstruppe im Raum Paris.

### 1941

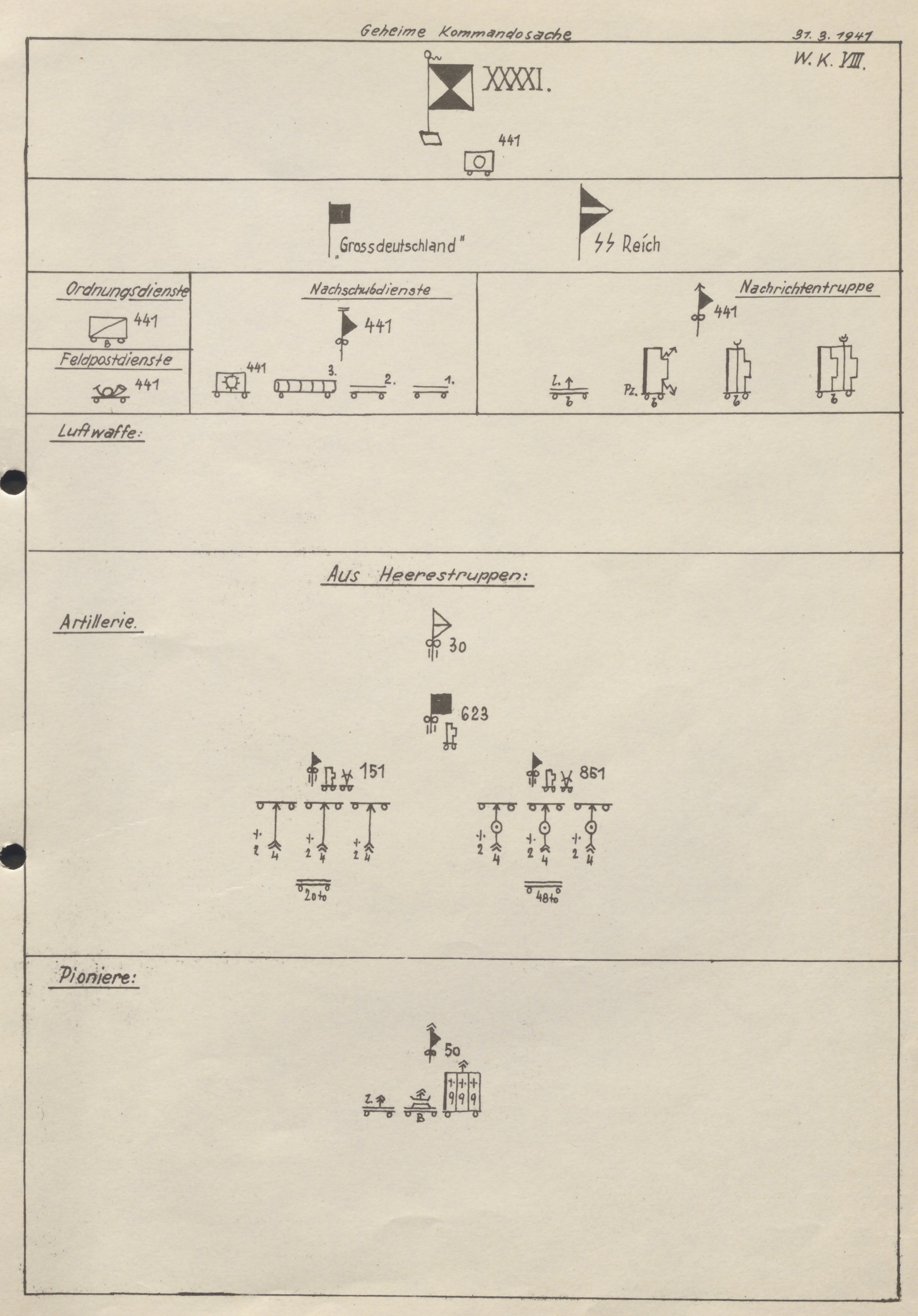
Gliederung des XXXXI. Armeekorps am 31. März 1941, taktische Zeichen

Im Januar 1941 wurde das Kommando der 1. Armee unterstellt. Ende März 1941 erfolgte die Verlegung vom Westen auf den Balkan. Im April 1941 war das Korps der in Bulgarien aufmarschierenden Panzergruppe 1 zugeordnet. Dem Kommando zugeteilt waren die 8. Panzer-Division und die 20. Infanterie-Division. Beim Einbruch in Serbien führte die motorisierte SS-Division „Reich“ und das Infanterie-Regiment „Großdeutschland“ den Vorstoß auf Belgrad. Die Stadt wurde am 12. April von der aus dem Osten vordringenden Panzertruppen eingenommen.
Im Mai 1941 wurde das Generalkommando nach Ostpreußen verlegt und für das Unternehmen Barbarossa der Panzergruppe 4 unterstellt. Das Korps trat am 22. Juni 1941 mit der 1. und 6. Panzer-Division, rechts gedeckt durch das XXXVIII. Armeekorps (96. und 254. Infanterie-Division) über die Memel (Njemen) in Richtung auf Tauroggen an. Schon am 23. Juni wurde das Korps zwischen Schaulen und Raseiniai durch das sowjetische 3. (General A. W. Kurkin) und 12. mechanische Korps (General Schestapalow) an der Dubyssa in die Panzerschlacht bei Raseiniai verwickelt, wo bis Ende Juni annähernd 180 sowjetische Panzer zerstört wurden. Die 1. Panzerdivision operierte über die Düna, die bei Dünaburg überschritten wurde und stieß dann mit der motorisierten 36. Infanterie-Division auf Ostrow und Pskow vor. Anfang Juli wurde der Luga-Abschnitt erreicht, wo am 14. Juli ein östlicher Brückenkopf errichtet werden konnte. Am 8. August wurde die zweite Phase der Schlacht an der Luga eröffnet. Bis 14. August konnte die Eisenbahnlinie Kingisepp–Krasnowardeisk unterbrochen werden. Ende August rückte das Korps  über Wolossowo bis Duderhof und den Stadtrand von Leningrad heran. Mit dem Beginn der Leningrader Blockade (8. September) wurde das Generalkommando in Richtung auf das südliche Stadtzentrums von Leningrad angesetzt.
Im Oktober 1941 wurde das Korps für das Unternehmen Taifun an die mittlere Ostfront verlegt, um im Verband der Panzergruppe 3 an den Kämpfen nördlich von Wjasma und dem Angriff auf Moskau teilzunehmen. Unterstellt waren die 1. Panzer-Division (Generalmajor Krüger), die 6. Infanterie-Division (Generalleutnant Auleb) und die 36. Infanterie-Division (mot.) (Generalleutnant Ottenbacher). Der Durchbruch erfolgte über Bjeloje, am 8. Oktober trat die 1. Panzerdivision zusammen mit der 36. Infanterie-Division (mot.) zum Angriff auf Sytschewka an und erreichte die Wolga im Raum Kalinin bei Pogoreloje Gorodischtsche. Nachdem Kalinin am 17. Oktober besetzt werden konnte, wurde das Korps in Verteidigung gedrängt und Mitte November freigemacht, um an die rechte Flanke des im Raum Jachroma stehenden LVI. Armeekorps (mot.) verlegt zu werden. Gegen Krasnaja Poljana angesetzt trennten die Angreifer bei Krjukowo noch etwa 25 Kilometer vom Ziel Moskau, bis am 6. Dezember die russische Gegenoffensive einsetzte und auch am Moskau-Wolga-Kanal zum allgemeinen deutschen Rückzug zwang. Bis zum 13. Dezember erfolgte die Räumung des Frontbogen von Klin, der Rückzug auf Wolokolamsk war bereits an beiden Flanken durch sowjetische Truppen bedroht.

### 1942
Das Korps hatte beim Rückzug über den Wasusa-Abschnitt auf Subzow schwere Verluste und wurde im Verband der 9. Armee neu organisiert, im Januar 1942 waren dem Kommando am östlichen Frontvorsprung von Rschew die 2. Panzer-, die 14. und 36. Infanterie-Division (mot.) zugeteilt. Im März 1942 wurde die Front gegenüber der sowjetischen 20. Armee östlich von Sytschewka durch die 342. Infanterie-Division verstärkt. Am linken Flügel war zeitweilig Teile der 161. Infanterie-Division des VI. Armeekorps unterstellt. Nach Abschluss der Kämpfe gegen sowjetische Truppenteile im Hinterland wurde das Armeekorps am 10. Juli 1942 in XXXXI. Panzerkorps umbenannt. Bis August 1942 waren dem Korps die 17. Panzerdivision und die 52. Infanterie-Division zugeteilt, dann Anfang September waren die 9., 11. und 19. Panzer-Division sowie die 52., 56. und 134. Infanterie-Division unterstellt. Während der Operation Mars führte das Korps zwischen 25. November bis 15. Dezember 1942 Gegenstöße gegen die südlich Belyi eingebrochene sowjetische 41. Armee durch, dabei waren die 86. und 246. Infanterie-Division, sowie die 2. Luftwaffen-Felddivision neu zugeteilt. Mitte November 1942 waren dem Korps die 205., 330. und 328. Infanterie-Division zugeteilt, gleichzeitig bekämpfte die SS-Kavallerie-Division im Hinterland sowjetische Partisanenverbände bei Jarzewo, Wjasma und Duchowschtschina.

### 1943
Im Februar 1943 wurden im Korps-Abschnitt abgekämpfte Verbände abgelöst, die 246. und 256. Infanterie-Division wurden neu zugeteilt. Im März und April 1943 wurde das Kommando nach der Räumung des Frontbogens von Rschew auf Brjansk zurückgezogen. Im Mai erfolgte die Zuweisung zur 2. Panzerarmee in den Raum Orel. Ende Juni 1943 begradigte man durch Gegenstöße die neuen Frontabschnitte bei Sewsk, Trubtschewsk und Ponyri.
Im Juli 1943 wurde das XXXXI. Panzerkorps am nördlichen Abschnitt der Schlacht von Kursk eingesetzt. Dem XXXXI. Panzerkorps waren beim Angriff in Richtung auf das Dorf Olchowatka die 18. Panzer-Division, die 86. und 292. Infanterie-Division, das Panzerjäger-Regiment 656 (mit der Schweren Panzerjäger-Abteilung 653) und die Sturmgeschütz-Abteilungen 216, 177. und 244 zugeteilt. Den gegenüberliegenden sowjetischen Truppen unter Marschall Rokossowski wurde befohlen, zur Verteidigung überzugehen. Am Morgen des 7. Juli begann der massierte zweite Angriff, zusammen mit dem XXXXVII. Panzerkorps stießen mehr als 400 Panzer und 4 Infanteriedivisionen nach Süden vor. Ziel der Attacke war der Bahnhof von Ponyri und Olchowatka, ein für beide Seiten entscheidender Verkehrsknotenpunkt der Region. Neben der 18. Panzerdivision und der 4. Panzer-Division, die bereits in direkter Nähe konzentriert waren, ergingen Marschbefehle an die 12. Panzerdivision, die 10. Panzer-Grenadierdivision und die 36. Infanterie-Division, die sich im Gebiet südlich von Orel bereithielten. Trotz der Erfahrungen der ersten beiden Angriffstage hoffte das Oberkommando der 9. Armee, den von der sowjetischen 13. Armee (General Puchow) gehaltenen zweiten Verteidigungsstreifen am 7. Juli durchstoßen zu können. Ein kleiner Erfolg für die Deutschen bahnte sich am 8. Juli bei Teploje an. Nach heftigen Kämpfen und Angriffen mit Wellen von 60 bis 80 Panzern eroberten die Panzerdivisionen den Ort. Aber am Abend des 6. Juli waren die deutschen Angriffe durch schwere Verluste und geringen Geländegewinn vorläufig zum Ende gekommen. Im Juli 1943 erfolgte der Rückzug an die Desna, wo eine kurze Unterstellung bei der 2. Panzerarmee erfolgte, die ihrerseits nach der Verlegung auf dem Balkan im August 1943 durch die 9. Armee abgelöst wurde. Während der Kämpfe um Roslawl sollten die Generalkommandos LV. und LVI. durch das Korpskommando des XXXXI. Panzerkorps zusammen geführt werden. Das Korpskommando XXXXI wurde aber während der Smolensker Operation nach flüchtigem Wirken seiner übergeordneten Stellung wieder entkleidet und bei den Rückzugskämpfen zum Dnjepr vorübergehend nach ihrem Kommandeur auch als Gruppe Harpe bezeichnet.

### 1944
Im Januar 1944 waren dem XXXXI. Panzerkorps zwischen Pripjet und Beresina am Südflügel der 9. Armee unterstellt: 36., 134. und 253. Infanterie-Division. Am 22. Juni 1944 wurde die Heeresgruppe Mitte während der Operation Bagration von der sowjetischen Sommeroffensive erfasst. Das Korps wurde in der Rogatschew-Schobliner Operation von der sowjetischen 65. Armee angegriffen und die 35., 36. und 129. Infanterie-Division über die Tremlja auf Bobruisk zurückgeworfen. Zusammen mit dem XXXV. Armeekorps erfolgte die Vernichtung im Raum Titowka und Tscherwen beim Rückzug auf Minsk, wo Gegenstöße der 12. Panzerdivision erfolglos blieben.
Am 13. August 1944 wurde das Korps im Wehrkreis XVIII neu aufgestellt und der neu formierten 4. Armee unterstellt, zugeteilt waren die 170. und 299. Infanterie- sowie die 558. Volksgrenadier-Division. Die Jahreswende verbrachte das Kommando in der Ostpreußen-Stellung östlich des Raumes von Suwałki–Augustów, welche beiden Städte am 20. Oktober in sowjetische Hände gefallen waren.

### 1945
Nach der am 13. Januar 1945 losbrechenden ostpreußischen Offensive war die 3. Panzerarmee im Raum Haselberg und Gumbinnen durchbrochen und zum Rückzug gezwungen worden. Auch die südlicher stehende 4. Armee musste zurückgehen, das XXXXI. Panzerkorps zog die 50. Infanterie- und die 28. Jäger-Division am 22. Januar aus Goldap bzw. die 367. und 170. Infanterie-Division aus dem Grenzraum Treuburg auf die Masuren zurück. Ende Januar war auch der Alle-Abschnitt nicht mehr haltbar, der Rückzug erfolgte auf Königsberg, wo die Gruppe Weidling zwischen Braunsberg und Zinten eine neue Verteidigungsstellung einnahm. Nach wochenlangen schweren Kämpfen im Heiligenbeil Kessel wurden die Kampfgruppe 170. Infanterie-Division, der Divisionsstab z. b. V. 605 und die 56. Infanterie-Division Ende März vernichtet. Von 6. bis 9. April 1945 wurden der Korpsstab und die Nachrichten-Abteilung von Pillau aus über See aus dem Brückenkopf Ostpreußen evakuiert.
Ab dem 15. April 1945 sammelten sich der Korpsstab im Waldlager Hohenferchesar bei Brandenburg und wurde der neuaufgestellten 12. Armee am Elbe-Havel-Kanal überstellt. Um die über die Havel zwischen Nauen und Ketzin durchgebrochene sowjetische 47. Armee (General Perchorowitsch) aufzuhalten, wurde die Gruppe Holste mit der Divisionsgruppe Hake, der Panzervernichtungs-Brigade „Hitlerjugend“, der Panzer-Jagd-Brigade „Hermann Göring“ und der Panzer-Aufklärungs-Abteilung 115 im Raum Neuruppin und nordwestlich von Havelberg konzentriert. Teile der 199. Infanterie-Division und die Reserve-Division Hamburg versammelten sich dahinter als Reserve. Nördlich von Altruppin und bei Eberswalde wurden Einheiten der 3. Marine-Division durch Verbände der 25. Panzer-Grenadier-Division abgelöst. Am 1. Mai erfolgte der sowjetische Durchbruch auf Kyritz, am Abend wurde der Stab des Gen. Kdo. XXXXI. Panzerkorps aufgelöst, denn die linke Flanke war durch den Abgang der Divisionsgruppe Gaudecker vollständig offen. Weiterer Widerstand war nicht mehr möglich, die zurückflutenden Truppen versuchten über den östlichen Elbe-Brückenkopf nach Tangermünde in den Westen zu entkommen.

## Führung
Kommandierender General:
- General der Panzertruppe Georg-Hans Reinhardt 15. Februar 1940 – 30. September 1941
- General der Panzertruppe Walter Model 1.–6. Oktober 1941
- Generalleutnant Otto Ernst Ottenbacher 6. – 13. Oktober 1941
- General der Panzertruppe Friedrich Kirchner 14. Oktober 1941 – 25. Oktober 1941
- General der Panzertruppe Walter Model 26. Oktober 1941 – 14. Januar 1942
- General der Panzertruppe Josef Harpe 15. Januar 1942 – 15. Oktober 1943
- General der Artillerie Helmuth Weidling 16. Oktober 1943 – 1. Februar 1944
- Generalleutnant Ehrenfried Oskar Boege 1. Februar 1944 – 10. März 1944
- General der Artillerie Helmuth Weidling 10. März 1944 – 19. Juni 1944
- Generalleutnant Edmund Hoffmeister 19. Juni – 1. Juli 1944 (nach Gefangennahme Mitglied des Nationalkomitee Freies Deutschland)[2]
- General der Artillerie Helmuth Weidling 2. Juli 1944 – 10. April 1945
- Generalleutnant Wend von Wietersheim 10. April 1945 – 19. April 1945
- Generalleutnant Rudolf Holste 19. April – 8. Mai 1945